# ベストランド
株式会社ベストランド（英: Bestland Co., Ltd.）は、東京都新宿区に本社を置く総合中古不動業である。

## 概要
中古マンションからオフィスビル・店舗まで、居住用と収益用双方の中古不動産を総合的に扱う不動産会社。全国主要都市で居住用と収益用の中古住宅の買取・再販事業を行う株式会社マイランドと中古収益不動産の投資、再生、賃貸、売買と賃貸の仲介を手がける株式会社ビルエステートが2016年8月に統合した事業会社。
現在は居住用中古不動産と収益用・事業用中古不動産の事業展開を行っている。中古マンションの販売件数は年間で2,000戸以上と全国1位。2020年11月に（株）AQUA RESORT社の傘下に入る。

## 事業内容
- 中古住宅再生事業
- 不動産投資事業
- 不動産仲介事業

## 沿革
- 2010年11月：東京都港区に投資用の中古住宅再生事業を目的に大手町地所プロパティ株式会社を設立
- 2011年1月：商号を株式会社マイランドアセットに変更
- 2011年7月：宮城県仙台市に東北営業所（現：仙台支店）を開設
- 2011年9月：商号を株式会社ランドアセットに変更
- 2012年8月：広島県広島市に広島営業所（現：広島支店）を開設
- 2014年7月：居住用中古住宅再生事業を行っている株式会社マイランドを吸収合併し、商号を株式会社マイランドに変更。合併に伴い全国に営業所を展開。(札幌、名古屋、大阪、福岡、沖縄)
- 2015年5月：横浜市西区に横浜支店を新設
- 2015年12月：富山県富山市に富山支店を新設
- 2016年2月：居住用中古住宅再生事業を行っている株式会社マイランド関東　その他地域法人12社を吸収合併
- 2016年4月：京都市東山区に京都支店を開設
- 2016年4月：さいたま市大宮区に大宮支店を開設
- 2016年8月：不動産投資事業及び仲介事業を行っている株式会社ビルエステートを吸収合併し、商号を株式会社ベストランドに変更
- 2016年12月：富山支店を移転し、石川県金沢市に金沢支店を開設
- 2016年12月：神戸市中央区に神戸支店を開設
- 2018年2月：沖縄県中頭郡北谷町に北谷支店を開設
- 2018年3月：千葉市中央区に千葉支店を開設
- 2018年6月：千代田区に丸の内支店を開設

## 拠点
- 本社（東京都新宿区）
- 札幌支店(札幌市中央区)
- 仙台支店(仙台市青葉区)
- 金沢支店(金沢市広岡)
- 名古屋支店(名古屋市中村区)
- 大阪支店(大阪市中央区)
- 那覇支店(那覇市久茂地)